# Agustín Rodríguez Sahagún
Agustín Rodríguez Sahagún (Ávila, 27 de março de 1932 — Paris, 13 de outubro de 1991) foi um político e empresário espanhol; doutor em Economia e Direito. Foi alcaide de Madrid entre 1989 e 1991.

## Carreira
Estudou Direito na Universidade de Deusto em Bilbao, cidade onde durante algum tempo se dedicou a diversas atividades no ramo editorial. Em 1976 fundou a Federação Empresarial Segoviana empresarial (Federación Empresarial Segoviana). Um ano depois, em 1977, participou da fundação da Confederação Espanhola de Pequenas e Médias Empresas, da qual foi eleito presidente.
Sua carreira na política começou em 24 de fevereiro de 1978, quando passou a fazer parte da União do Centro Democrático (Espanha). No ano seguinte, em fevereiro de 1979, assumiu a pasta da defesa, cargo que ocupou durante o golpe de Estado de 23 de fevereiro de 1981. Nas eleições gerais de março de 1979, foi eleito deputado representando a província de Biscaia.
Em fevereiro de 1981 foi eleito presidente da UCD, embora tenha renunciado ao partido em agosto de 1982 para acompanhar Adolfo Suárez na criação de um novo partido, o Centro Democrático e Social (CDS). O CDS se saiu mal nas eleições gerais de 1982, perdendo 14 de seus 16 deputados. Rodríguez, junto com Suárez, foram os únicos deputados do CDS a ocupar seus assentos com Rodríguez representando a Província de Ávila. Ele foi reeleito nas eleições gerais de 1986.
Nas eleições municipais de 1987, apresentou-se como candidato a prefeito de Madri, embora tenha ficado apenas em terceiro lugar. Em 1989, ele se opôs ao então prefeito de Madri, Juan Barranco Gallardo, e venceu com 29 votos em 55 com o apoio do Partido Popular (PP). Em 20 de junho de 1989, Rodríguez Sahagún foi empossado prefeito da capital espanhola. Durante o seu mandato, vários túneis foram abertos ao tráfego com o objetivo de reduzir o congestionamento em Madrid. Permaneceu no cargo até abril de 1991, quando renunciou por problemas de saúde.
Rodríguez Sahagún morreu em Paris em 13 de outubro de 1991.
Em 19 de janeiro de 1995 foi inaugurado um monumento dedicado à memória de Rodríguez Sahagún, no parque de Madrid que também leva seu nome.